# Фрида Хауг
Фрида Хауг (Милхајм на Руру, 28. новембар 1937) је немачки социјалистичко-феминистички социолог и филозоф.

## Биографија
Рођена је 28. новембра 1937. у Милхајму на Руру. Студирала је социологију и филозофију на Слободном универзитету у Берлину. Године 1963. је прекинула студије да би се преселила у Келн и родила ћерку. Године 1965. се по други пут удала за филозофа Волфганга Фрица Хауга. Дипломирала је социологију 1971, а докторирала социологију и социјалну психологију 1976. године. Хаугов часопис Das Argument је израстао из њеног противљења нуклеарном поновном наоружавању. Придружила се социјалистичкој немачкој студентској унији у знак протеста против Вијетнамског рата, а такође је развила феминизам. Године 1988. је основала издавачку кућу Adiadne.

## Радови
- Kritik der Rollentheorie und ihrer Anwendung in der bürgerlichen deutschen Soziologie. Франкфурт: Fischer, 1972.
- Beyond female masochism: memory-work and politics, Лондон/Њујорк: Verso, 1980.
- Erinnerungsarbeit. Хамбург: Argument-Verlag, 1990.
- Historisch-Kritisches Wörterbuch des Feminismus. Хамбург: Argument-Verlag, 2003—2011.